# Aulonocranus dewindti
Aulonocranus dewindti ist eine ostafrikanische Buntbarschart, die im Tanganjikasee, sowie in seinem Zufluss Ruzizi und seinem einzigen Abfluss dem Lukuga vorkommt.

## Merkmale
Die Fische besitzen einen mäßig hohen Körper, große Augen und werden etwa 14 bis 15 cm lang. Sie sind horizontal gelb und blau gestreift. Diese Zeichnung ist bei den Männchen sehr auffällig und erstreckt sich auch auf die unpaaren Flossen, bei den Weibchen ist sie viel schwächer ausgebildet und ihre Flossen sind farblos und transparent. Die vorderen Bauchflossenstrahlen der Männchen sind wie bei Cyathopharynx furcifer lang ausgezogen. Während der Balz werden die Farben der Männchen noch stärker und die blauen Zonen werden tief preußischblau. Die Rückenflosse besitzt 11 bis 13 Hartstrahlen, die Afterflosse drei, wie bei den meisten Buntbarschen. Die Schwanzflosse ist gegabelt. Das Maul ist endständig, die Zähne sind konisch und sind in zwei Reihen angeordnet, wobei die Zähne der äußeren Reihe größer sind.
- Schuppenformel: mLR 33–36.
- Kiemenrechen 17–20.

## Lebensweise
Aulonocranus dewindti lebt semipelagisch als umherziehender Fisch ufernah oder im offenen Wasser über Sandböden. Er bildet Schwärme, die mehrere hundert Tiere umfassen können. Er ernährt sich von Plankton. Die Fische sind Maulbrüter. Die Eier werden nach der Ablage vom Weibchen ins Maul genommen und Eier und Larven werden, bis die Jungfische eine Länge von ca. 1,6 cm erreicht haben, im Maul beschützt.

## Systematik
Die Art wurde im Jahr 1899 durch den belgisch-britischen Zoologen George Albert Boulenger, als Paratilapia dewindti beschrieben und 1920 durch den britischen Ichthyologen Charles Tate Regan in die seitdem monotypisch gebliebene Gattung Aulonocranus gestellt.